# Comuna Lobacivka, Horohiv
Lobacivka (în ucraineană Лобачівка) este o comună în raionul Horohiv, regiunea Volînia, Ucraina, formată din satele Kolmiv, Lobacivka (reședința) și Volîțea-Lobacivska.

## Demografie
Componența lingvistică a satului Lobacivka
     Ucraineană (99,02%)
     Alte limbi (0,91%)
Conform recensământului din 2001, majoritatea populației satului Lobacivka era vorbitoare de ucraineană (99,02%), existând în minoritate și vorbitori de alte limbi.